# Microrregión de Oiapoque
La microrregión de Oiapoque es una de las microrregiones del estado brasileño de Amapá perteneciente a la mesorregión del Norte de Amapá. Está dividida en dos municipios.

## Municipios
- Calçoene
- Oiapoque

- Datos: Q2216318